# Mișcarea neoreacționară
Mișcarea neoreacționară (uneori prescurtată NRx), numită și iluminismul întunecat, este o mișcare filozofică și politică antidemocratică, anti-egalitară și reacționară. Termenul „Iluminism întunecat” este o reacție la Epoca Iluminismului și o apologie pentru concepția populară a Evului Întunecat.
Această ideologie respinge, în general, istoriografia whig, adică concepția că istoria este un progres inevitabil către o mai mare libertate și iluminism, care culminează cu democrația liberală și monarhia constituțională, în favoarea unei reveniri la construcțiile și formele societale tradiționale de guvernare, inclusiv monarhismul absolut și alte forme mai vechi de conducere, precum cameralismului.

## Istorie

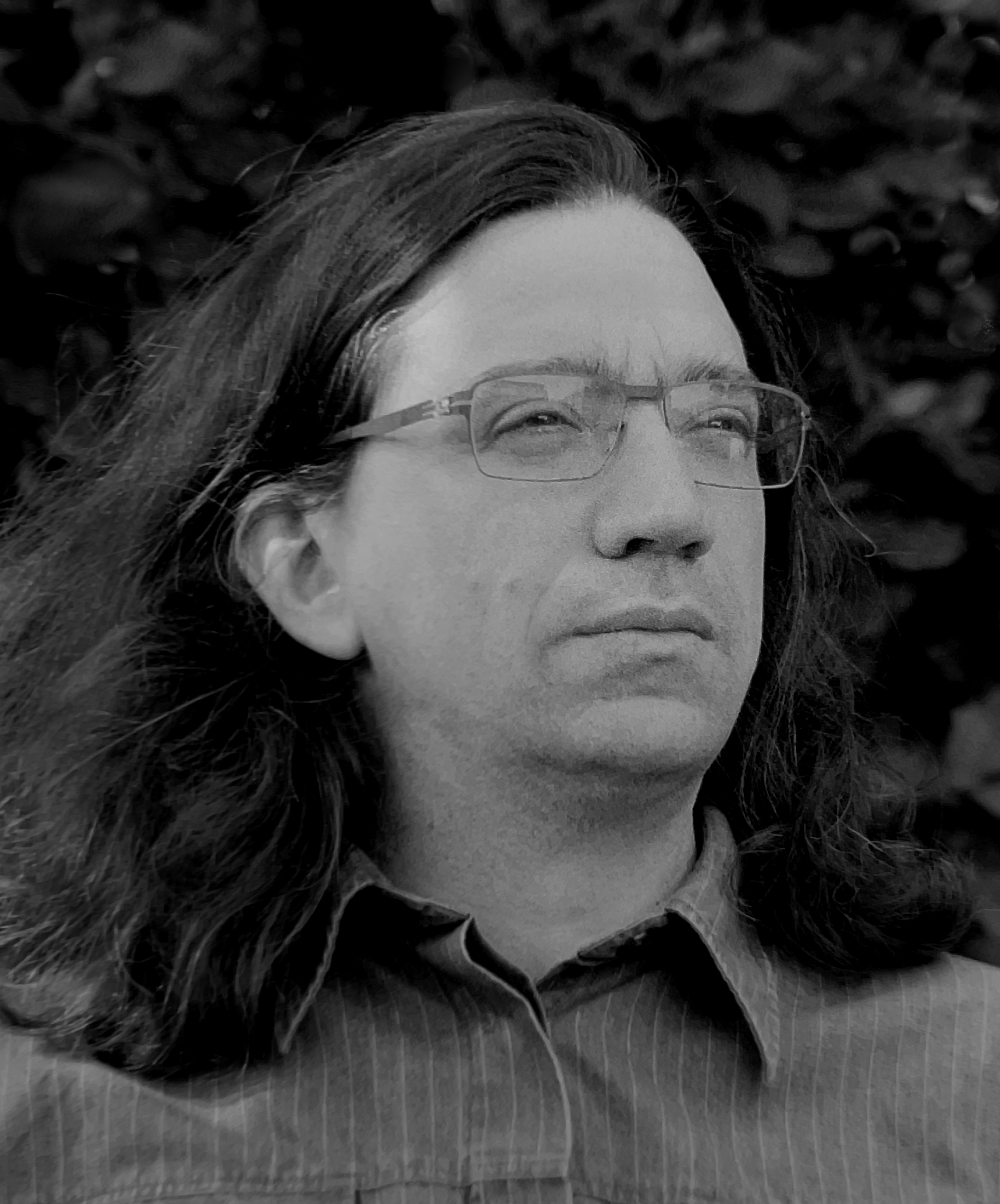
Curtis Yarvin

Neoreacționarii sunt o comunitate informală de bloggeri și teoreticieni politici care sunt activi din anii 2000. Steve Sailer este un precursor contemporan al ideologiei, care a fost influențată și de filozofi precum Thomas Carlyle și Julius Evola.
În 2007 și 2008, inginerul de software Curtis Yarvin, scriind sub pseudonimul Mencius Moldbug, a articulat ceea ce va evolua în gândirea neoreacționară. Teoriile lui Yarvin au fost elaborate și extinse de filozoful Nick Land, care a inventat termenul Dark Enlightenment în eseul său cu același nume.
Spre jumătatea anului 2017, NRx s-a mutat pe forumuri precum Social Matter, Hestia Society și Thermidor Magazine. În 2021, Yarvin a apărut la Tucker Carlson Today de la Fox News, unde a discutat despre retragerea Statelor Unite din Afganistan și despre conceptul său de „Catedrală”, despre care el susține că este agregarea actuală a puterii politice și a instituțiilor influente care controlează țara.
Mai mulți investitori proeminenți din Silicon Valley și politicieni republicani au spus că au fost influențați de acest curent de gândire, capitalistul de risc Peter Thiel descriindu-l pe Yarvin drept „cea mai importantă legătură a sa”. Strategistul politic Steve Bannon i-a citit și-i admiră opera și au existat acuzații că a comunicat cu Yarvin, pe care Yarvin le-a negat. Vicepreședintele SUA JD Vance l-a numit pe Yarvin o persoană care l-a influențat. Michael Anton, directorul de planificare politică al Departamentului de Stat în timpul celei de-a doua președinții a lui Trump, a discutat, de asemenea, ideile lui Yarvin. În ianuarie 2025, Yarvin a participat la gala inaugurală a lui Trump la Washington; Politico a raportat că a fost „un invitat informal de onoare” din cauza „influenței sale uriașe asupra dreptei trumpiste”.

## Doctrina
În centrul ideilor lui Nick Land este credința în incompatibilitatea libertății cu democrația, afirmând că „democrația tinde către fascism”. Land s-a inspirat din libertareni precum Peter Thiel, în special din afirmația lui Thiel că „nu mai cred că libertatea și democrația sunt compatibile” din eseul său The Dark Enlightenment. Mișcarea neoreacționară a fost descrisă de jurnaliști și comentatori drept alt-right și neo-fascist. Un articol din 2016 din revista New York notează că „neoreacțiunea conține o serie de curente diferite, dar poate cel mai important este o formă de futurism post-libertarian care, realizând că libertarienii nu sunt în stare să câștige alegeri, pledează împotriva democrației în favoarea formelor autoritare de guvernare”.
Andy Beckett a declarat că susținătorii „NRx” „cred în înlocuirea statelor-națiune moderne, a democrației și a birocrațiilor guvernamentale cu orașe-state autoritare, care conform blogurilor neoreacționare ar fi un fel de regate medievale idealizate, precum enclavele moderne ca Singapore”. Soluția modernă concepută de Yarvin în „A Formalist Manifesto” pledează pentru o formă de neocameralism în care „gov-corps” mici, autoritare, coexistă și concurează între ele, idee anticipată de Hans Herman-Hoppe. El susține că libertatea în cadrul sistemului ar fi garantată de abilitatea de a „vota cu picioarele”, prin care rezidenții ar putea pleca la un alt corp guvernamental dacă ar considera că ar oferi o calitate mai bună a vieții, forțând astfel concurența. Nick Land reiterează același lucru cu ideea politică „No Voice, Free Exit”, preluată din ideile lui Albert Hirschman că vocea fiind democrația și ieșirea fiind plecarea într-o altă societate:
„Dacă gov-corp nu livrează o valoare acceptabilă pentru impozitele plătite, [cetățenii] pot notifica funcția de servicii pentru clienți și, dacă este necesar, pot pleca în altă parte. Gov-corp s-ar concentra pe administrarea unei țări eficiente, atractive, vitale, curate și sigure, de natură să atragă clienți." 
Ana Teixeira Pinto descrie ideologia politică a modelului gov-corp ca pe o formă de libertaranism clasic: „nu vor să limiteze puterea statului, vor să o privatizeze”. Potrivit profesorului de justiție penală George Michael, neoreacțiunea încearcă să-și salveze idealul de civilizație occidentală prin adoptarea unui model de guvernare monarhic sau CEO pentru a înlocui democrația.
Yarvin s-a descris ca fiind regalist, monarhist și iacobit. El și Land se referă la societatea liberală contemporană căreia i se opun ca fiind „Catedrala” asociată cu biserica puritană, iar obiectivele ei de egalitarism și democrație ca „Sinopsis”. Neoreacționarii susțin realismul rasial, referindu-se la el drept „biodiversitate umană”. Land a inventat termenul „hiperrasism” pentru a se referi la opiniile sale despre rasă; el crede că mai degrabă statutul socioeconomic este „un proxy puternic pentru IQ” decât rasa în mod specific (deși el recunoaște o corelație între rasă și statutul socioeconomic) și că meritocrația, în special colonizarea spațiului, va „funcționa ca un filtru genetic foarte selectiv” care propagă în cea mai mare parte (dar nu strict) albii și asiaticii. Yarvin a declarat că „deși nu sunt un naționalist alb, nu sunt tocmai alergic la aceste lucruri” și a susținut argumentele pentru inferioritatea rasială a negrilor și a susținut că sunt asupriți de membri ai Catedralei, cum ar fi școlile Ivy League, The New York Times și Hollywood.
Neoreacția funcționează, de asemenea, ca un mijloc de a obține acceleraționismul, utilizarea capitalismului și a tehnologiei pentru a destabiliza sistemele existente și a crea schimbări radicale. Land vede politicile democratice și egalitare ca doar o încetinire a accelerației și o singularitate tehnocapitalistă, afirmând „Pe lângă mașina de viteză sau capitalismul industrial, există un decelerator din ce în ce mai bine ponderat [...] în mod comic, fabricarea acestui mecanism de frânare este proclamată drept progres. Este Marea Operă a Stângii.” Vox a caracterizat astfel de opinii că se trag de la faptul că Land trăiește în „sistemul politic tehno-autoritar” din China și de la admirația sa pentru Deng Xiaoping și Lee Kuan Yew al Singaporelui, Land numindu-l pe Lee un „factor autocratic al libertății” și Yarvin lăudându-l pe Lee. Land a pledat ca acceleraționiștii să susțină mișcarea neoreacționară, deși mulți s-au distanțat de el din cauza opiniilor sale cu privire la rasă.

## Relația cu alt-right
Unii consideră că neoreacțiunea face parte din alt-right, reprezentând ramura sa teoretică. Iluminismul întunecat a fost etichetat de unii drept neofascist și de profesorul Benjamin Noys de la Universitatea din Chichester, ca „o accelerare a capitalismului până la un punct fascist”. Nick Land contestă asemănarea dintre ideile sale și fascism, susținând că „fascismul este o mișcare anticapitalistă de masă” în timp ce el preferă ca „puterea corporativă [capitalistă] să devină forța organizatoare a societății”.
Jurnalistul și expertul James Kirchick afirmă că „deși gânditorii neoreacționari disprețuiesc masele și pretind că disprețuiesc populismul și oamenii în general, ceea ce îi leagă de restul alt-right este elementul lor rasist incontestabil, mizantropia lor comună și resentimentele față de gestionarea proastă de către elitele conducătoare”.
Savantul Andrew Jones, într-un articol din 2019, a postulat că Iluminismul Întunecat (adică Mișcarea NeoReacționară) este „cheia pentru înțelegerea ideologiei politice Alt-Right”. „Utilizarea teoriei afectului, criticile postmoderne ale modernității și o fixare asupra criticării regimurilor adevărului”, remarcă Jones, „sunt fundamentale pentru NeoReaction (NRx) și ceea ce o separă de altă teorie de extremă dreaptă”. Mai mult, Jones susține că fixarea iluminismului întunecat pe estetică, istorie și filozofie, spre deosebire de abordarea empirică tradițională, îl deosebește de ideologiile de extremă dreapta conexe.
Istoricul Joe Mulhall, scriind pentru The Guardian, l-a descris pe Nick Land ca „propagând idei de extremă dreaptă”.  În ciuda audienței online limitate a neoreacțiunii, Mulhall consideră că această ideologie „a acționat atât ca o sursă pentru alt-right, cât și ca un component-cheie [al alt-right]”.
Istoricii Angela Dimitrakaki și Harry Weeks leagă Iluminismul întunecat de neofascism prin „eshatologia capitalistă” a lui Nick Land, pe care o descriu ca fiind susținută de teoriile supremaciste ale fascismului. Dimitrakaki și Weeks spun despre Land că cartea sa Dark Enlightenment „insera jargon teoretic în blogul lui Yarvin/Moldbug „Rezervații necalificate”.
Descriind impactul teoriilor iluminismului întunecat asupra lumii artei contemporane, istoricul de artă Sven Lütticken spune că popularitatea conceptelor lui Nick Land a făcut ca anumite centre de artă din New York și Londra să arate deschidere fascismului la modă.
Ideile tehnocapitaliste ale lui Nick Land despre acceleraționism au fost reinterpretate în utilizarea conflictelor rasiale pentru a provoca colapsul societății și construirea de etnostate albe, legate de o serie de atacuri teroriste naționaliste albe, cum ar fi masacrele moscheii din Christchurch din 2019. Vox a subliniat devierea lui Land spre neoreacționarism ca fiind punctul probabil de legătură cu acceleraționismul rasial de extremă dreaptă, citând o investigație din 2018 a Southern Poverty Law Center, care a găsit utilizatori ai blogului neo-nazi The Right Stuff care au spus că neoreacționarismul i-a influențat. Land însuși a numit mișcarea neoreacționară „un avertisment profetic cu privire la ascensiunea Alt-Right”.

## Critici
Jurnalistul Andrew Sullivan susține că evaluarea pesimistă a democrației de către neoreacțiune nu recunoaște multe progrese care au fost făcute, și că modelele de producție globale limitează, de asemenea, independența economică pe care statele suverane o pot avea unele față de altele.
Într-un articol pentru The Sociological Review, după o examinare a principiilor de bază ale neoreacției, Roger Burrows deplânge această ideologie ca fiind „hiper-neoliberală, deterministă tehnologic, antidemocratică, anti-egalitaristă, pro-eugenistă, rasistă și, probabil, fascistă”, și ridiculizează curentul de gândire acceleraționist în întregime ca o încercare nereușită „de a normaliza discursuri misogine, rasiste și fasciste”. El critică principiile rasiale ale neoreacției și „respingerea lor obraznică a oricăror discursuri” care pledează pentru egalitatea socio-economică și, în consecință, o consideră o „filozofie eugenică” în favoarea a ceea ce Nick Land numește „hiper-rasism”.